# Аџиб
Аџиб или Анеџиб, је Хорусово име раноегипатског фараона из Прве династије. Владао је вероватно око 2910. године п. н. е..
Није позната тачна дужина његовог владања. У Торинском краљевском канону помињу се 74 године., док се у Манетоновим списима помињу 20 и 26 година владавине. Египтолози сматрају да су ове оцене преувеличане. Запис на камену из доба 5. династије (Камен из Палерма) даје податак о око 10 година владавине.
Аџиб је себи доделио нов владарски атрибут „два господара“ који се односи на богове Хоруса и Сета. Ова титула се симболично односи на унију Горњег и Доњег Египта.
Аџибова гробница се налази у Абидосу и позната је као „гробница X“. Са димензијама од 16,4 x 9,0 метара, то је најмања од краљевских гробница у овој области. Главна просторија је окружена са 64 споредна гроба.